# Euclidische deelruimte
In de lineaire algebra, een deelgebied van de wiskunde, is een euclidische deelruimte of deelruimte van {\displaystyle \mathbb {R} ^{n}} een lineaire ruimte die deel is van een euclidische ruimte. Een euclidische deelruimte is zelf ook een euclidische ruimte.
Meetkundig is een deelruimte in meer dan drie dimensies een hypervlak in de {\displaystyle n}-dimensionale euclidische ruimte dat door de oorsprong loopt. Voorbeelden van deelruimten zijn de oplossingsverzameling van een stelsel van lineaire vergelijkingen, een deelverzameling van de euclidische ruimte die wordt beschreven door een stelsel van lineaire parametrische vergelijkingen, het lineaire omhulsel van een verzameling van vectoren en de kern, kolom- en rijruimte van een matrix.